# 융통물
융통물(融通物)은 사법상 거래의 객체가 될 수 있는 것이다. 이것이 제한되어 있는 것이 불융통물(不融通物)이다. 불유통물은 다시 제한되어 있는 이유에 의하여 다음과 같이 분류되고 있다.
1. 공용물(公用物) ― 이것은 관공서(官公署) 건물과 같이 국가·공공단체의 소유에 속하며 공공의 목적에 사용되고 있는 물건이다. 물론 공용물도 공공의 사용이 폐지되면 거래의 목적이 될 수 있다.
2. 공공용물(公共用物) ― 이것은 도로·공원·하천과 같이 일반 공중의 공동사용에 제공되어 있는 물건이다. 공공용물도 공용폐지의 처분이 있거나 사실상 공용에 제공되지 않는 상태가 계속할 때에는 거래의 객체가 된다. 또한 공공용물의 소유권은 사인(私人)의 소유권의 존재를 배척하지 않는다. 예컨대 도로부지(道路敷地)는 사인의 소유에 속할 수 있다(도로 5조).
3. 금제물(禁制物) ― 이것은 법령에 의해 거래가 금지되어 있는 물건이다. 이에는 다시 소유·소지(所持)도 금지되어 있는 물건, 예컨대 아편·아편흡식기구(阿片吸食器具)(형 198조 이하 참조), 음란(淫亂)한 문서·도서 기타의 물건(형 243조, 244조 참조), 위조·변조한 통화(通貨)와 그 유사물(類似物)(형 207조 이하 참조) 등과 단지 거래가 금지되어 있는 물건, 예컨대 국보(國寶)·지정문화재(指定文化財)(문화재 20조, 26조, 54조, 61조 등 참조) 등이 있다.[1]